# Assilo
Assilo è un giovane guerriero menzionato da Omero nell'Iliade, poema che narra i momenti cruciali della guerra scoppiata tra Achei e Troiani in seguito al rapimento di Elena da parte di Paride, figlio di Priamo, re di Troia.

## Il mito

### Le origini
Figlio del nobile Teutra, Assilo viveva ad Arisbe, città che portava il nome della moglie ripudiata di Priamo. La donna si risposò con Irtaco generando due figli, Asio e Niso: il primo dei due era appunto il re della città, e quando scoppiò la guerra di Troia, egli accorse in aiuto di Priamo insieme al fratello e a molti suoi sudditi, tra cui Assilo.

### Il ritratto
Assilo partecipò alla guerra nonostante fosse di indole pacifica. Il giovane infatti amava accogliere nel suo palazzo tutti i viandanti che passavano per quelle contrade.

### La morte
Arrivato a Troia, Assilo prese parte ai fatti d'arme combattendo su un carro insieme al fedelissimo scudiero e auriga Calesio. Signore e armigero discesero insieme nell'Ade, uccisi da Diomede.
 "  E Diomede potente nel grido uccise Assilo,

 figlio di Teutra, che viveva in Arisbe, la ben costruita,

 ricco di beni; ed era amico degli uomini,

 tutti ospitava, casa abitando lungo la via.

 Nessuno di quelli, però, la triste morte gli tenne lontana,

 parandosi innanzi a lui; rapì a entrambi la vita 

 a lui e al servo, Calesio, che allor dei cavalli 

 era guida ed auriga; essi scesero insieme sotto la terra.  " 
(Omero, Iliade, traduzione di Rosa Calzecchi Onesti)

### Fonti
- Omero, Iliade, libro VI, vv 12-19.

### Traduzione delle fonti
- Rosa Calzecchi Onesti - Omero, Iliade, seconda edizione, Torino, Einaudi, 1990. ISBN 978-88-06-17694-5